# Игнатий Клейнхауз
Игнатий Михайлович Клейнхауз (на руски: Игнатий Михайлович Клейнгауз) е руски офицер, полковник. Участник в Руско-турската война (1877 – 1878).

## Биография
Игнатий Клейнхауз е роден на 6 януари 1822 г. в семейство с римокатолическо вероизповедание от неруски произход. Приема руско поданство в Киевска губерния на 11 ноември 1844 г. Получава образование в Нежински юридически лицей „Княз А. А. Безбородко“. Военната си служба започва като юнкер в Коливанския пехотен полк на 18 септември 1845 г. Произведен е в първо офицерско звание прапорщик (1846).
Участва във всички военни кампании на Руската империя. Проявява се в потушаването на Унгарското въстание (1848 – 1849).
Участва във Кримската война (1853-1856). Проявява в битката при Гюргево и Обсадата на Севастопол (1854 – 1855). Отличава се като храбър и доблестен офицер, за което получава няколко бойни награди и израства във военната йерархия. Повишен е във военно звание щабскапитан с назначение за старши адютант на 12-а пехотна дивизия. На 4 август 1855 г. участва в сражението при Черна река за което е награден и повишен във военно звание капитан.
Повишен във военно звание полковник с назначение за командир на 19-и Костромски пехотен полк (1870).
Участва в Руско-турската война (1877 – 1878). Първото сражение на полка е в Първа атака на Плевен на 8/20 юли 1877 г. Руските планове предвиждат 19-и Костромски пехотне полк да атакува града от изток при село Гривица, а 17-и Архангелогородски и 18-и Вологодски пехотни полкове от север при село Буковлък. Само няколко часа преди руските части Осман паша заема Плевен. Боят е неравен. Турските войски са по-многобройни и при това заели изгодни отбранителни позиции. Деветнадесети Костромският пехотен полк изнемогва пред врага. Още в началото на боя около 9 часа полковник Итнатий Клейнхауз пристига с щаба си на предната бойна линия. Тук първоначално получава рана в шията, но остава в седлото на коня. Не желае да напусне мястото и в пълно самообладание си прави превръзка на самата позиция. Превръзката не спира кръвотечението от раната и полковникът слиза от коня си. Едва докоснал с единия си крак земята, когато разрив на оръдеен снаряд го поразява в скулата на лицето и убива на място заедно с коня му.
Няма данни за местоположението на погребението. Съществуват две братски могили на бойното поле на нисши чинове и офицери. На северната могила е изписано името на полковник Игнатий Клейнхауз.

## Паметници
- Братска могила на 406 нисши чина от 19-и Костромски пехотен полк и офицерите полковник Игнатий Клейнхауз, подполковник Валерий Дяконов, майор Михаил Цеханович, щабскапитан Николай Стог, поручик Константин Тарасевич, прапорщици Дмитрий Белоровский и Григорий Котловский.
- Името му е изписано и на Параклис-мавзолей „Свети Георги“ в Плевен.

## Награди
- Орден Света Анна III степен с мечове – за участие в отбраната на Севастопол
- Орден Свети Станислав II степен с мечове – за участие в сражението при река Черна

## Семейство
- дъщеря - Олга Игнатиевна, съпруга на Евгений Петрович Бек.

## Галерия
- Братска могила на 19-и Костромски пехотен полк северно от село Гривица
- Братска могила на 19-и Костромски пехотен полк северно от село Гривица
- Мраморни плочи с имената на загиналите офицери при село Гривица
- Братска могила на 19-и Костромски пехотен полк западно от село Гривица
- Мраморна плоча с броя на загиналите при село Гривица
- Параклис-мавзолей „Свети Георги“ в Плевен